# العلاقات الغابونية المغربية
أقامت المملكة المغربية علاقات دبلوماسية مع جمهورية الغابون سنة 1972.
تتسم العلاقات الثنائية بين المغربية والغابون بالعمق والجودة، والتي عرفت تطوراَ متميزاَ من شأنه أن يجعل منها نموذجاَ فعالاَ للتعاون جنوب-جنوب وللتعاون الإفريقي.
إن الزيارات المتبادلة على المستوى العالي بين البلدين، تشهد على أهمية هذه العلاقات وعمقها، والدلالة على ذك الزيارات المنتظمة التي كان يقوم بها الرئيس الراحل الحاج عمر بانغو للمغرب.
وفي نفس السياق تندرج زيارات الصداقة والعمل التي قام بها الملك محمد السادس للغابون في سبتمبر 2002، يونيو 2004، فبراير 2005 وفبراير 2006، وكذلك زيارة الصداقة والعمل التي قام بها الرئيس الجديد الحاج علي بونغو أونديمبا للمغرب في مارس 2010.
زار الرئيس الغابوني علي بانغو أونديمبا المغرب مؤخراَ في 20 نوفمبر 2014، للمشاركة في القمة العالمية الخامسة التي احتضنتها مراكش ما بين 19 و21 نونبر 2014.
زار مجددا الرئيس الغابوني علي بانغو أونديمبا المغرب سنة 2018 للعلاج و قضاء فترة النقاهة و آمر العاهل المغربي محمد السادس بوضعه في أحسن المستشفيات في البلاد و تحت أيدي أحسن الأطباء و كان يزوره تقريبا كل يوم و يراقب وضعه الصحي عن كثب.
زار مجددا الرئيس الغابوني علي بانغو أونديمبا المغرب سنة 2021 لرحلة عمل و صداقة.
و تتسم العلاقات الغابونية المغربية بصداقة قوية في كل الميادين و المجالات
2024 : المغرب يقدم هبة دينية من المصحف الشريف لتعزيز الروابط الروحية مع الغابون
منحت المملكة المغربية هبة عبارة عن مجموعة كبيرة من نسخ المصحف الشريف لمسجد الحسن الثاني بليبروفيل.
وقد تم تسليم هذه الهبة من قبل السفير المغربي بالغابون عبد الله الصبيحي، وذلك بمناسبة تخليد ذكرى وفاة الملك محمد الخامس، والتي تتزامن مع العاشر من رمضان الأبرك.
وتأتي هذه الهبة خلال شهر رمضان الذي يقبل فيه المسلمون أكثر على قراءة القرآن الكريم.
ويكتسي تسليم هذه النسخ من المصحف الشريف إلى مسجد الحسن الثاني بليبروفيل أهمية خاصة، على اعتبار أنه يساهم في تعزيز الروابط الروحية والثقافية بين البلدين ويجسد القيم الأساسية للإسلام، من قبيل التضامن والسلام والتسامح.
وتؤكد هذه المبادرة على مدى جودة العلاقات التاريخية بين المغرب والغابون، ومن شأنها “المساهمة في تعزيز الفهم الحقيقي للإسلام، على أساس مبادئ الأخوة والاحترام المتبادل”.

## العلاقات السياسية

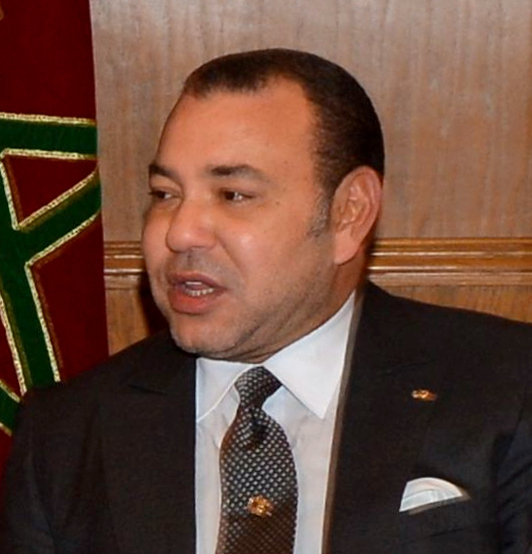
”في ختام زيارة العمل والصداقة التي قمت بها لجمهورية الغابون، يطيب لي أن أجدد لفخامتكم عبارات شكري الخالص على حفاوة الاستقبال وكرم الضيافة التي خصصتموها لي طيلة فترة مقامي في بلدكم الجميل”
“أشيد بالمباحثات الودية التي أجريناها، والتي عززت تطابق وجهات نظرنا حول مختلف القضايا ذات الاهتمام المشترك”.
“أغتنم هذه الفرصة لأنوه بالمكاسب الهامة المنجزة من طرف جمهورية الغابون تحت قيادتكم الدينامية والنيرة، ولأشيد بالعمل الدؤوب الذي ما فتئتم تقومون به في سبيل تحقيق مزيد من التقدم والازدهار للشعب الغابوني الشقيق، ومن أجل تعزيز إشعاع بلدكم الشقيق على المستويين الإقليمي والدولي”
مقتطف من برقية الشكر التي بعث الملك محمد السادس في 12 يونيو 2015 إلى فخامة رئيس جمهورية الغابون السيد علي بونغو أونديمبا، وذلك في أعقاب زيارة العمل والصداقة التي قام بها جلالته للغابون.

الزيارة الرسمية الأخيرة التي قام بها جلالة الملك محمد السادس إلى جمهورية الغابون في 5 يونيو 2015، والتي تم خلالها التوقيع على عدد من اتفاقيات التعاون الثنائي أعطت دفعة قوية للشراكة القائمة بين المغرب والغابون.
وقد كان لهذه الزيارة الأثر الإيجابي على مستوى العلاقات بين المغرب في تعزيز علاقات الشراكة الاقتصادية بين البلدين، والتعاون في مجال التنمية البشرية، وخصوصا تقاسم الخبرات بين المبادرة الوطنية للتنمية البشرية واستراتيجية الاستثمار البشري للغابون.
وأبدى قائدا البلدين ارتياحهما للانخراط المتزايد للقطاع الخاص المغربي في تعزيز العلاقات الاقتصادية بين البلدين، مساهماَ بذلك في إنجاز (المخطط الاستراتيجي للغابون الصاعد) الذي أطلقه الرئيس علي بونغو أونديمبا بهدف الرقي بالغابون إلى مصاف البلدان الصاعدة في أفق سنة 2025.

إن تقاسم المملكة للخبرة الكبيرة التي اكتسبتها على مدى عشر سنوات من إطلاق المبادرة الوطنية للتنمية البشرية، يؤكد من جديد، عزم المغرب والغابون على تعميق وتوسيع شراكتهما اعتمادا على قدراتهما الخاصة لتلبية التطلعات المشروعة لشعبيهما الشقيقين، المتشبثين بتعزيز التعاون بين البلدان الإفريقية.
- أكتوبر 2024، جددت الغابون، بنيويورك، أمام اللجنة الرابعة للأمم المتحدة، تأكيد دعمها لمغربية الصحراء ولمخطط الحكم الذاتي الذي قدمته المملكة من أجل وضع حد لهذا النزاع الإقليمي.[7] [8] [9]

- 25 مارس 2025، تقدمت وزارة الخارجية في الغابون برسالة شكر وامتنان إلى نظيرتها المغربية، معربة عن تقديرها الكبير للدور المحوري الذي لعبته المملكة في مسار إعادة الغابون إلى الاتحاد الإفريقي . [10] [11] [12]

## الزيارات واللقاءات الثنائية الأخيرة
تعززت هذه العلاقات بتبادل الزيارات بين مسؤولي البلدين على المستوى الثنائي والبرلماني، وكذلك بعقد العديد من اللقاءات في المحافل الدولية من أجل تدعيم التفاهم وتقريب وجهات النظر فيما يخص القضايا ذات الاهتمام المشترك:

- 17 سبتمبر 2013: زيارة ريجيس إيمونغولت وزير الصناعات والمعادن الغابوني؛

- 22 ديسمبر 2014: زيارة وزير الداخلية والوزير المنتدب في الداخلية إلى الغابون؛

- 25 سبتمبر 2014: زيارة وزير العمل والتشغيل والتكوين المهني الغابوني سيمون نتوتوم إمان؛

- 25 سبتمبر 2014: زيارة الوزير المنتدب المكلف بالتجارة الخارجية السيد محمد عبو إلى ليبروفيل.
- 13 فبراير 2024: زيارة رئيس الجمعية الوطنية الانتقالية في جمهورية الغابون، جان فرانسوا ندونغو إلى الرباط، لتعزيز التعاون الثنائي بين البلدين وتطوير العلاقات السياسية والاقتصادية والثقافية بينهما، وتبادل الآراء والآفاق حول القضايا الإقليمية والدولية ذات الاهتمام المشترك، و تجديد دعم بلاده "الراسخ" لسيادة المغرب على صحرائه.

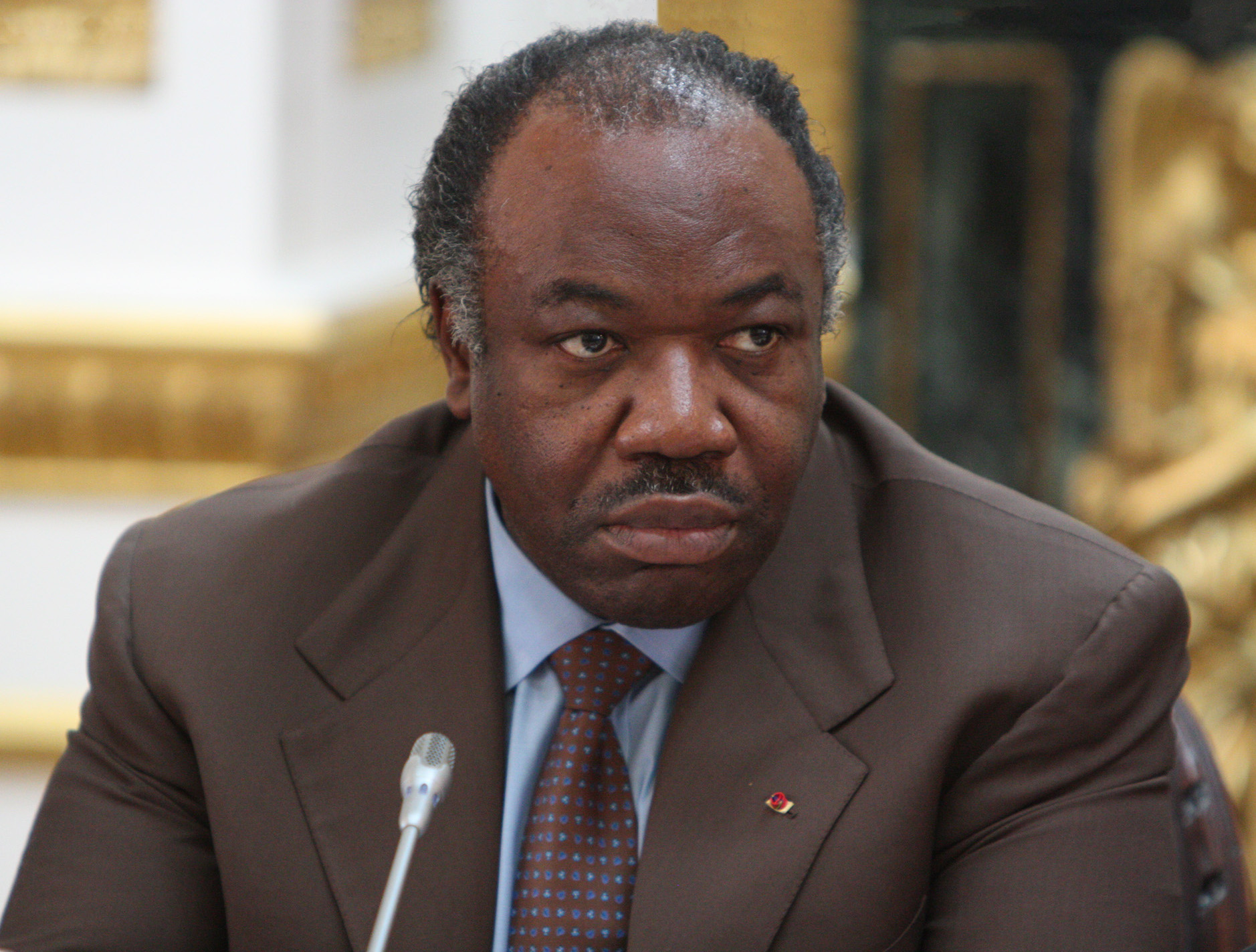
“بلادي تجدد دعمها للمبادرة المغربية (للحكم الذاتي)، التي تبدو لنا مقترحاَ شجاعا وواقعيا كفيلاَ بالتوصل إلى حل دائم”..
الرئيس الغابوني، فخامة علي بانغو أونديمبا، أمام الجمعية العامة للأمم المتحدة - 27 سبتمبر 2014.

## اللجنة المشتركة الكبرى للتعاون المغربي الغابوني
انعقدت الدورة السادسة للجنة المشتركة الكبرى للتعاون المغربي الغابوني في 07.09.2013 بالرباط، لتكرس الطابع المتميز للعلاقات بين المغرب والغابون، وتندرج في منطق التعزيز المتواصل لأواصر الصداقة والأخوة والتعاون، وفقاَ للتوجيهات السامية لجلالة الملك محمد السادس والرئيس علي بونغو أونديمبا.

## التعاون البرلماني
تأكيداَ لمستوى العلاقات التاريخية المتميزة التي تجمع المملكة المغربية بجمهورية الغابون، استقبل رئيس مجلس المستشارين السيد محمد الشيخ بيد الله، في13 نوفمبر 2014 بالرباط، وفداَ برلمانياَ من الغابون.

## العلاقات الاقتصادية
حققت المبادلات الاقتصادية والتجارية تطوراَ من حيث الكثافة والتنوع، حيث عرفت السنوات الأخيرة نمواَ ملحوظاَ في الصادرات المغربية نحو الغابون، وفي الصادرات الغابونية نحو المغرب، وهو ما يعد بتحقيق مزيد من النمو بفضل النتائج المشجعة التي تسجلها التجارة البينية.
وتشير الإحصائيات إلى أن قيمة صادرات المغرب نحو الغابون ارتفعت في الفترة ما بين يناير ويونيو 2012 إلى 121 مليون درهم، أي بزيادة خمسة ملايين درهم مقارنة مع نفس الفترة من سنة 2011،كما ارتفعت قيمة الواردات بدورها إلى 101 مليون درهم.
صادرات المغرب إلى الغابون: تتمثل أساساَ في المواد الغذائية والمنتوجات المصنعة والتجهيزات الصناعية والأسلاك الكهربائية، والأحذية والملابس الجاهزة.
وارات المغرب من الغابون: تهم على الخصوص، الخشب ومختلف المنتوجات ذات الأصل الحيواني والنباتي.
بلغ حجم الاستثمارات المباشرة الأجنبية المغربية في الغابون خلال الفترة 2008-2013 نحو 195 مليون دولار، أي ما يعادل 12 بالمائة من الاستثمارات المغربية في إفريقيا.
التطور المقارن للواردات من الغابون
القيمة مليون درهم
| 2009 | 2010 | 2011 | 2012 | 2013 | حصة 2013 | المتغيرات 2013 / 2012  |
| ---- | ---- | ---- | ---- | ---- | -------- | ---------------------- |
| 151  | 213  | 220  | 196  | 186  | 2,7      | -10% / -5,1 مليون درهم |

المصدر: مكتب الصرف المغربي التقرير النهائي للتجارة الخارجية لسنة 2013
وبفضل هذا التحسن على مستوى المبادلات التجارية بين البلدين، أمكن للغابون أن يحتل المرتبة الحادية عشرة ضمن زبناء المغرب على مستوى البلدان الإفريقية جنوب الصحراء، والثالثة على مستوى المجموعة الاقتصادية والنقدية لإفريقيا الوسطى (سيماك).
القيمة مليون درهم

|                 | 2009 | 2010 | 2011 | 2012 | 2013 |
| --------------- | ---- | ---- | ---- | ---- | ---- |
| صادرات          | 0,15 | 0,21 | 0,22 | 0,19 | 0,18 |
| وا ردات         | 0,17 | 0,22 | 0,24 | 0,27 | 0,30 |
| الميزان التجاري | 0,17 | 0,01 | 0,02 | 0,08 | 0,11 |
| نسبة التغطية    | 112% | 103% | 108% | 138% | 163% |

المصدر: مكتب الصرف المغربي التقرير النهائي للتجارة الخارجية لسنة 2013

## الاستثمارات المغربية في الغابون
أصبحت السوق الغابونية محط اهتمام عدد من المقاولات المغربية التي تعمل في قطاعات متعددة، خاصة الأبناك من خلال مجموعة التجاري وفا بنك التي قامت في سنة 2008 بشراء (الاتحاد الغابوني للأبناك)، والاتصالات؛ حيث تتوفر اتصالات المغرب على غالبية الأسهم في (شركة غابون تيليكوم).
كما أن هناك شركات مغربية أخرى بالغابون كـ(سيما - غابون) فرع مجموعة (سيما– خشب الأطلس) ومجموعة (مناجم).
وخلال الفترة 2009-2013، تم تسريع امتصاص العجز التجاري في المغرب مع الغابون، حيث سجلت منذ عام 2009 من 18 مليون درهم في 2009 إلى 117000000 درهم في عام 2013.
بلغت صادرات المغرب إلى الغابون نسبة 29% في عام 2010، و9% في عام 2011، لترتفع إلى 12% في عام 2012، و11% في عام 2013 لتصل إلى ما مجموعه 302 مليون درهم.
وعلاوة على ذلك، انخفضت الواردات المغربية من الغابون 13% في عام 2012 و5% في عام 2013 و219 مليون درهم في 2011 إلى 184000000 درهم في عام 2013.

## التعاون الثقافي والعلمي والتقني
لا تخلو العلاقات المغربية الغابونية من بعد إنساني وثقافي يساهم في تعزيز روابط الصداقة والأخوة بين الشعبين، فالمغرب يعتبر أول شريك للغابون في مجال تقديم المنح للطلبة الغابونيين الذين يتابعون دراستهم بالمغرب، فمنذ سنة 2011 قرر المغرب رفع الحصة المخصصة لهؤلاء الطلبة إلى 60 منحة عوض 40، بالإضافة إلى عدد من الطلبة المسجلين بالمعاهد الوطنية خارج نظام الحصص عن طريق الوكالة المغربية للتعاون الدولي.
وفي نفس الإطار، منح المغرب 15 منحة إلى الغابون في مجال التكوين المهني، و10 منح لفائدة المجلس الأعلى للشؤون الإسلامية بالغابون.
وواصلت الوكالة المغربية للتعاون الدولي مبادراتها في مجال التكوين والتدريب لفائدة أطر من الغابون، إذ منذ سنة 2002 استفاد حوالي 100 إطار غابوني من تداريب في مجال الصيد البحري والصحة والبنيات الطرقية والماء الصالح للشرب والجمارك، تحملت مصاريفها الوكالة المغربية للتعاون الدولي.

## المساعدات وأوجه التعاون
- تدشين السكن الاجتماعي في منطقة أندونجي (ضاحية ليبرفيل)؛

- بناء ألفي مسكن اجتماعي لفائدة الأسر ذات الدخل المحدود، بغلاف مالي وصل إلى 70 مليون دولار؛

- بناء 8000 مسكن، على مساحة 400 هكتار، بمبلغ وصل إلى 350 مليون دولار.

وفي سنة 2006، توسعت علاقات التعاون الثنائي لتشمل مجال الصحة، من خلال تدشين جلالة الملك لمركز لتصفية الكلي بليبروفيل، مما فتح المجال لتبادل الخبرة والمعرفة بين البلدين في هذا المجال.

## الاتفاقيات ومذكرات التفاهم بين الغابون والمغرب
نظراَ لتعدد ميادين التعاون بين المغرب والغابون، قام البلدان بالتوقيع على عدد كبير من الاتفاقيات من بينها:
- اتفاق حول التعاون الإسلامي 2005
- اتفاقية تعاون وشراكة بين محكمتي النقض البلدين 2014/11/27 الرباط
- اتفاقية تعاون في التكوين المهني، المعادن والبيئة والسياحة 2010
- اتفاقية تعاون في مجال التكوين المهني توفر بموجبها المملكة الإشهاد على خمسة آلاف من الكفاءات الغابونية سنويا في مجال تكنولوجيا الإعلام والاتصال 2014/05/23 ليبروفيل
- برتوكول اتفاق بين (المغرب تصدير) وغرفة التجارة والفلاحة والصناعة والمناجم والصناعة التقليدية بالغابون 2014/09/24
- اتفاق إطار للتعاون في مجال التنمية والاستثمار البشري 2014/12/22 الرباط
- اتفاقية تنفيذية في ميدان التكوين المهني 2014/09/26 الرباط
- اتفاقية التعاون في مجال التكفل بالأطفال التوحديين وذوي التثلث الصبغي 2015/06/08 ليبروفيل
- اتفاقية التعاون بشأن إحداث وحدات طبية خاصة بمرض القصور الكلوي 2015/06/08 ليبروفيل
- مذكرة تفاهم في مجال الصناعة التقليدية والاقتصاد الاجتماعي والتضامني 2015/06/08 ليبروفيل
- اتفاق إطار للتعاون في ميدان التكوين المهني بين مكتب التكوين المهني وإنعاش الشغل والوكالة المغربية للتعاون الدولي من جهة، ووزارة العمل والشغل والتكوين المهني بالجمهورية الغابونية من جهة أخرى 2015/06/08 ليبروفيل
- اتفاقية التعاون في مجال التعليم العالي ويندرج هذا الاتفاق في إطار تعزيز التعاون بين البلدين في مجال التعليم العالي والابتكار. كما يهدف إلى تمكين الطلبة من تلقي تكوينات موسعة في سياق النظام التعليمي (LMD) “إجازة- ماستر- دكتوراه”، وتعزيز الرأسمال البشري عبر تسهيل حركية الطلبة والاساتذة بين جامعات الغابون والمغرب 2024/05/28 ليبروفيل.[17]

## وصلات خارجية
- سفارة المغرب في الغابون